# Dendrophyllia alcocki
Dendrophyllia alcocki is een rifkoralensoort uit de familie van de Dendrophylliidae. De wetenschappelijke naam van de soort is voor het eerst geldig gepubliceerd in 1954 door Wells.